# Allende (kommun i Mexiko, Nuevo León, lat 25,31, long -100,01)
Allende är en kommun i Mexiko.   Den ligger i delstaten Nuevo León, i den centrala delen av landet, 700 km norr om huvudstaden Mexico City.
Följande samhällen finns i Allende:
- Allende
- Jáuregui
- Los Terreros
- El Cerrito
- La Boquilla
- La Colmena de Arriba
- Los Aguirre
- El Maguey